# Référendum sur les accords d'Évian
Le référendum sur les accords d'Évian s'est déroulé le 8 avril 1962. Les Français de métropole, des DOM et des TOM à l'exclusion de l'Algérie ont à se prononcer par référendum sur les accords d'Évian, signés le 18 mars 1962, entre les représentants du gouvernement français et ceux du gouvernement provisoire de la République algérienne,. Lors du référendum, le président de la République française est Charles de Gaulle et le Premier ministre Michel Debré. 
La question posée aux Français est : « Approuvez-vous le projet de loi soumis au peuple français par le président de la République et concernant les accords à établir et les mesures à prendre au sujet de l'Algérie sur la base des déclarations gouvernementales du 19 mars 1962 ? ». Le projet de loi, annexé au décret, accorde au président de la République tous pouvoirs pour mettre en œuvre les accords d'Evian, si les populations algériennes « choisissent de constituer l'Algérie en un État indépendant coopérant avec la France ».

## Contexte politique
Il fait suite au référendum sur l'autodétermination de l'Algérie de janvier 1961, qui amenait le pays à approuver l'organisation provisoire des pouvoirs publics en Algérie.
Presque toutes les forces politiques appellent à voter en faveur de l'indépendance algérienne.
Ce référendum est limité aux Français de métropole, des DOM et des TOM, à l'exclusion de l'Algérie, et ouvre la voie au référendum sur l'indépendance de l'Algérie du 1er juillet 1962 auquel seuls les habitants de l'Algérie seront appelés à voter.

## Résultats
| Choix                     | Votes      | %     |
| ------------------------- | ---------- | ----- |
| Pour                      | 17 866 423 | 90,81 |
| Contre                    | 1 809 074  | 9,19  |
|                           |            |       |
| Votes valides             | 19 675 497 | 94,69 |
| Votes blancs et invalides | 1 103 806  | 5,31  |
| Total                     | 20 779 303 | 100   |
| Abstentions               | 6 802 769  | 24,67 |
| Inscrits / Participation  | 27 582 072 | 75,33 |

Approuvez-vous le projet de loi soumis au peuple français par le président de la République et concernant les accords à établir et les mesures à prendre au sujet de l'Algérie sur la base des déclarations gouvernementales du 19 mars 1962 ? 
| Oui : 17 886 423 (90,81 %) |  | Non : 1 809 074 (9,19 %) |
| ▲                          |  |                          |
| Majorité absolue           |  |                          |